# Révolutions
Révolutions är ett musikalbum av Jean Michel Jarre som gavs ut 1988. 
Den är också utgiven med det engelska namnet Revolutions.

## Låtlista
Alla låtar är skrivna och komponerade av Jean Michel Jarre. 
| Nr  | Titel                              | Längd |
| --- | ---------------------------------- | ----- |
| 1.  | Révolution Industrielle (Overture) | 5:20  |
| 2.  | Révolution Industrielle (Part 1)   | 5:08  |
| 3.  | Révolution Industrielle (Part 2)   | 2:18  |
| 4.  | Révolution Industrielle (Part 3)   | 3:47  |
| 5.  | London Kid                         | 4:34  |
| 6.  | Révolution, Révolutions            | 4:55  |
| 7.  | Tokyo Kid                          | 5:18  |
| 8.  | Computer Week-End                  | 4:38  |
| 9.  | September                          | 3:52  |
| 10. | L'Émigrant                         | 4:05  |